# 42. pr. Kr.
◄ | 2. stoljeće pr. Kr. | 1. stoljeće pr. Kr. | 1. stoljeće | ►
◄ | 70-ih pr. Kr. | 60-ih pr. Kr. | 50-ih pr. Kr. | 40-ih pr. Kr. | 30-ih pr. Kr. | 20-ih pr. Kr. | 10-ih pr. Kr. | ►
◄◄ | ◄ | 45. pr. Kr. | 44. pr. Kr. | 43. pr. Kr. | 42 pr. Kr. | 41. pr. Kr. | 40. pr. Kr. | 39. pr. Kr. | ► | ►►
Astronomija

## Događaji
- bitka kod Filipa, u Makedoniji, protiv republikanaca; pobjeda Oktavijana i Marka Antonija, poslije čega Antonije dobiva upravu nad istočnim provincijama a Oktavijan se vraća u Rim
- 31. srpnja- Vatinije je napokon postigao svoj trijumf nad nekim utvrđenjima u Dalmaciji, ali ne nad čitavom Dalmacijom

## Rođenja
- 16. studenog – Tiberije, drugi rimski car

## Smrti
- Decim Junije Brut Albin, rimski vojskovođa i političar iz doba kasne Republike, zapovjednik Cezarove mornarice u građanskom ratu, jedan od vođa zavjere tijekom koje je ubijen Cezar